# 庇護工場
庇護工場是為身心障礙者，具有就業意願而就業能力不足，無法在就業市場競爭，為了支持其長期就業需要，而成立的庇護性就業服務機構。此外，有些庇護工場兼有其它額外功能，例如職業重建、訓練、過渡就業場所及治療等。

## 歷史背景
由歐洲大陸與英國萌芽，最早是十七世紀由法國的St. Vincent de Paul所設立，而在十八與十九世紀時英國建立工作之家（workhouse），1840年美國設立第一座庇護工場，為了提供柏金斯盲校的畢業生就業機會。雖是初步建立，已具有許多現代庇護工場之幾項特性，包括按件計薪之所得制度、維護自我價值之薪水制度之使用及視工作為治療過程之概念等。

## 中華民國（臺灣）
台灣最早關於庇護工場設置的法源依據為民國86年4月由殘障福利法所修正更名的身心障礙者保護法，確立了政府必須提供身心障礙者庇護性就業服務，之後於民國91年12月發布身心障礙者庇護工場設立及獎助辦法以及身心障礙者庇護工場設施及人員配置標準（現今均廢除），鼓勵政府及民間單位積極設置庇護工場。
目前關於庇護工場的主要法規依據為民國97年7月由身心障礙者保護法修正更名的身心障礙者權益保障法及身心障礙者庇護工場設立管理及補助準則。
庇護工場定位為庇護性就業場所，在勞工行政體系下視為企業，應致力於經營管理，推廣產品及建立專屬品牌。庇護員工享有一般勞工福利待遇，庇護工場需為其員工投保勞工保險及全民健康保險，其薪資應依產能核發。
常見種類有商店型、手工及工藝品型、工作站、工作隊等。商店型包括餐廳、烘焙店、日常用品店、二手店等。手工及工藝品型，包括手工皂製作、琉璃工藝品製作等。工作站包括文宣美工設計、電腦打字、洗車中心、加油站等。工作隊則包括清潔打掃等。

## 日本
2001年，日本厚生省與勞動省合併為厚生勞動省，在此之前，福利業務由厚生省掌管，勞動、就業及職訓等業務由勞動省主管，合併後的厚生勞動省相當重視身心障礙福利與僱用兩者的連結。以2003年障礙者就業支援的相關措施為例作說明，日本身心障礙者約有510萬人，在企業被僱用者約51萬人，約佔全部障礙者的10%，在福利體系中的授產施設約有78,000人，小規模通所授產施設約5,000人，小規模作業所84,000人，更生施設6,000人，屬福利措施，無簽訂契約，亦無最低工資之要求，而在庇護工場僅3,000人（具有勞雇關係）。

## 德國
德國自1956年「身體殘障人士法」頒布後的20多年間，是社會福利機構發展最蓬勃的時期。到1980年德國已有365個為智能障礙者的庇護工場，雇用了7萬餘名智能障礙者。到2001年左右更增加到650多個庇護工場，雇用了20萬名身心障礙者工作。德國實施庇護工場制度，受到興起的身心障礙支持性就業以及其他服務模式的挑戰，其所以達到目前之規模，主因為國家的補助政策，如果沒有政府長期補助，實則無法生存。21世紀初，德國政府採行新措施來加強庇護工場與外在競爭性就業市場的互動，使身心障礙者更有機會離開「工場溫室」，推動「自足」、「參與」等觀念，將庇護工場改變為合乎純粹商業性考量的機構，希望能大量減少國家補助。

## 相關爭議問題
- 2005年10月5日台北市議員－陳永德、歐陽龍、陳義洲、陳惠敏，以「苦了喜憨兒，肥了誰？」為主題，爆料指責喜憨兒工資66元時薪偏低，引起軒然大波，之後媒體之負面報導比比皆是，「剝削喜憨兒」、「基金會Ａ錢」等不堪入目的標題，引起社會人士的質疑接踵而至，造成捐款者在之後的幾天之內紛紛來電告知要終止捐款，原來正在洽談的庇護工場訂單也一一被取消。唯有許多研究指出，這些政治爆料缺乏客觀性；主要是未能考量到庇護工場本身尚有許多隱性成本，除了生產成本之外，還有照護、訓練、場所等費用。
- 2010年5月「伊甸事件」，一位在合法立案庇護工場就業的障礙者，在立法院獨立執行清潔工作數月，但每月僅獲得一萬餘元薪資，庇護工場「剝削」障礙者的印象又再次被提起。相關研究報告都提到，目前民間團體缺乏設立庇護工場意願、庇護工場虧損比例高達七成、障礙者在家安置情況日增。

## 外部連結
- 唐氏症基金會 （页面存档备份，存于）
- 新北市大安庇護農場FB粉絲專頁
- 新北市集賢庇護工場FB粉絲專頁
- 瑪利亞社會福利基金會-瑪利MAMA手作麵包FB粉絲專頁
- 瑪利亞社會福利基金會-瑪利媽媽清潔高手工作隊磐石隊FB粉絲專頁
- 黎明庇護工場 （页面存档备份，存于）
- 伊甸社會福利基金會 （页面存档备份，存于）
- 慢飛兒庇護工場  （页面存档备份，存于）
- 彎彎順手工水餃FB粉絲專頁
- 再耕園咖啡庇護工場FB粉絲專頁 （页面存档备份，存于）
- 喜憨兒基金會 （页面存档备份，存于）
- 愛不囉嗦abrazo （页面存档备份，存于）
- 陽光基金會 （页面存档备份，存于）
- 心路基金會 （页面存档备份，存于）
- 愛皂事
- 第一社會福利基金會 （页面存档备份，存于）
- 唐寶寶粉絲團
- 新北市愛幸福庇護工場 （页面存档备份，存于）
- 育成社會福利基金會 （页面存档备份，存于）
- 社會福利署 - 庇護工場 （页面存档备份，存于）